# Нісіна Кае
Нісіна Кае (яп. 仁科 賀恵; нар. 7 грудня 1972) — японська футболістка. Вона грала за збірну Японії.

## Клубна кар'єра
Виступала в «Іґа Куноїті».

## Виступи за збірну
Дебютувала у збірній Японії 5 травня 1995 року в поєдинку проти Канади. У складі японської збірної учасниця жіночого чемпіонату світу 1995 та 1999 років та Літніх олімпійських ігор 1996 року. З 1995 по 2000 рік зіграла 46 матчів та відзначилася 2-а голами в національній збірній.

## Статистика виступів
| Збірна Японії | Збірна Японії | Збірна Японії |
| Рік           | Матчі         | Голи          |
| ------------- | ------------- | ------------- |
| 1995          | 9             | 0             |
| 1996          | 10            | 0             |
| 1997          | 7             | 1             |
| 1998          | 10            | 0             |
| 1999          | 6             | 0             |
| 2000          | 4             | 1             |
| Загалом       | 46            | 2             |